# إسحاق فرانكلين
إسحاق فرانكلين (بالإنجليزية: Isaac Franklin) هو عسكري أمريكي، ولد في 26 مايو 1789 في مقاطعة سومنر في الولايات المتحدة، وتوفي في 27 أبريل 1846 في مقاطعة ويست فيليكينا في الولايات المتحدة.